# Криптоботаніка

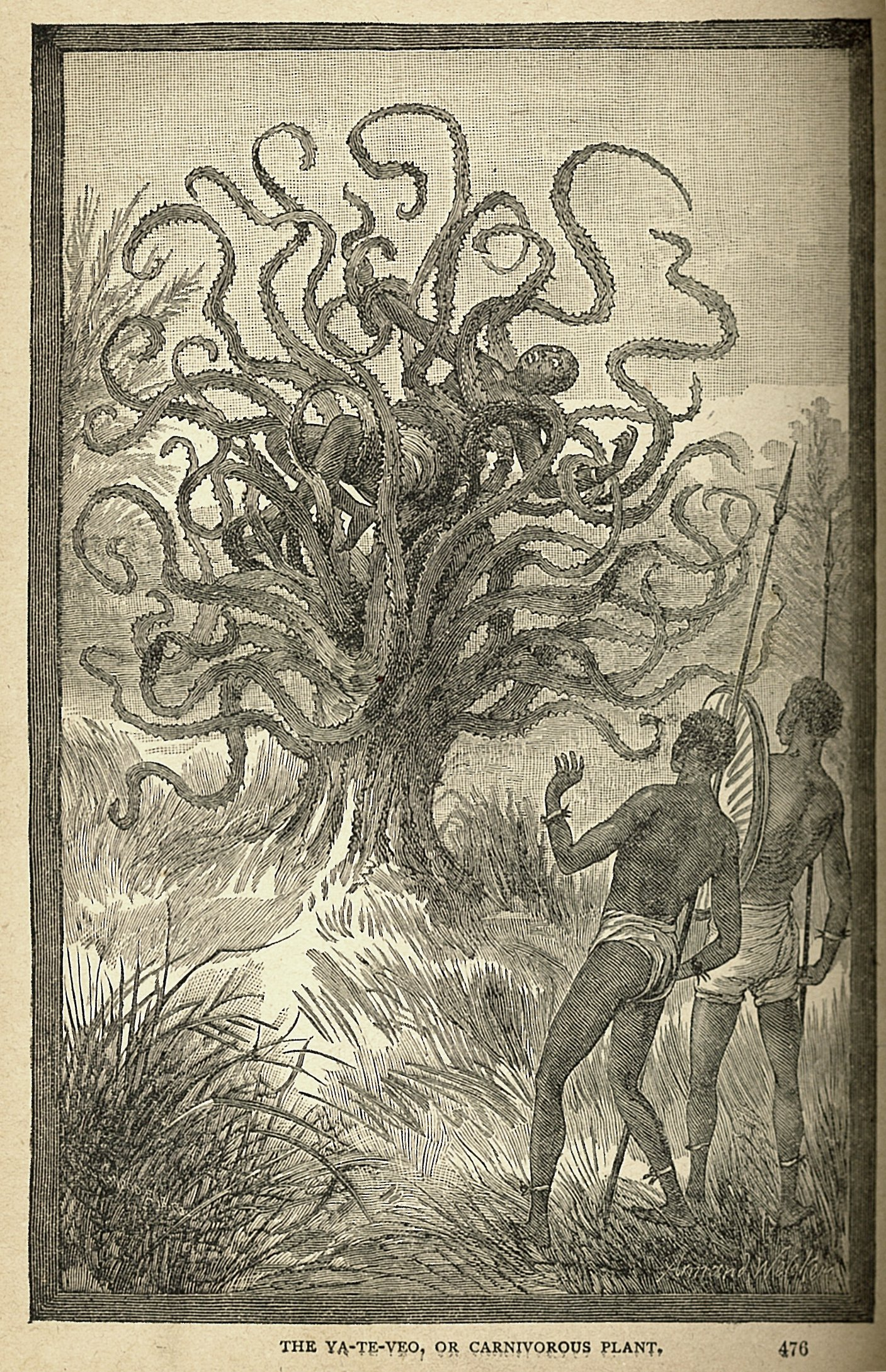
Ілюстрація легендарного дерева-людоїда (1887)

Криптобота́ніка — це неакадемічні дослідження, спрямовані на вивчення рослини і грибів, існування яких непідтверджене, але можливе і про яких існують свідчення. Подібно до криптозоології, об'єкти вивчення криптоботаніки називаються криптидами.
Основними джерелами інформації про криптидів у криптозоології є міфи, легенди та розповіді окремих спостерігачів. Близькою до криптоботаніки є так звана спекулятивна ботаніка — реалістичні описи в науковому стилі умисно вигаданих рослин.
Зазвичай криптоботаніка досліджує ті рослини, які певним чином небезпечні для людини. Наприклад, такі як легендарне дерево-людоїд Мадагаскару, описане у 1878 році Карлом Лічем.